# ストラクチャーズ
ストラクチャーズ (Structures)はカナダ出身のヘヴィメタルバンド。

## メンバー
- Nick Xourafas (ボーカル)
- Brendon Padjasek (ボーカル、ギター)
- Spyros Georgiou (ギター)
- Spencer Maclean (ボーカル、ベース)
- Andrew McEnaney (ドラム)

## ディスコグラフィー

### スタジオ・アルバム
- Divided By (2011)

### EP
- All Of The Above (2010)